# Alagöz, Sandıklı
Alagöz là một xã thuộc huyện Sandıklı, tỉnh Afyonkarahisar, Thổ Nhĩ Kỳ. Dân số thời điểm năm 2011 là 302 người.